# George IV Bridge
George IV Bridge – drogowy most łukowy na filarach w Edynburgu, w Szkocji. Przęsła są widoczne z dwóch ulic przechodzących poniżej Cowgate i Merchant Street. 

## Historia
Edynburg do XVIII wieku rozwijał się głównie na grzbiecie obok zamku. Poniżej rozciągała się dolina z płytkim jeziorem Nor Loch. George Drummond zaproponował osuszenie jeziora i budowę Mostu Północnego (North Bridge), który połączył Nowe Miasto ze Starym. Do początku XIX wieku był jedynym łącznikiem pomiędzy Nowym Miastem, które zaczęto budować w 1767 roku. Dlatego już w 1917 roku myślano o połączeniu ulicy Royal Mile z południową częścią miasta. Budowa George IV Bridge i drugiego King's Bridge była możliwa po uchwaleniu w 1827 roku Edinburgh Improvement Act ponieważ wymagała wyburzenia kilku istniejących budynków.  
Mierzący 300 metrów długości (328,08 jardów) most został zbudowany w latach 1827–1836. Nazwano go na cześć króla Jerzego IV. Projekt przygotował architekt Thomas Hamilton. 
Dalej na południe znajduje się Biblioteka Narodowa Szkocji. Budowę rozpoczęto w 1937 roku i ukończono dopiero w 1958 roku (po przerwie spowodowanej wojną). Główne wejście do budynku zaprojektowano z poziomu ulicy. O ile dwa piętra wznoszą się ponad mostem, to poniżej znajduje się jeszcze siedem kondygnacji. Pod jezdnią George IV Bridge zbudowano zbiorniki przeciwpożarowe na potrzeby biblioteki. Zachowały się tam również ściany zburzonych kamienic. Naprzeciwko znajduje się Biblioteka Centralna w Edynburgu, która powstała dzięki dotacji szkockiego filantropa Andrew Carnegie. W połowie ulicy, pod wiaduktem przebiega zabytkowa Cowgate. Z tej ulicy i znajdującej się opodal Merchant Street możemy zobaczyć przęsła mostu. 
Na południowym krańcu ulicy znajduje się skrzyżowanie z Candlemaker Row, przy którym ustawiono pomnik Greyfriars Bobby. Przy znajdującej się po drugiej stronie Chambers Street mieści się  Muzeum Narodowe Szkocji.  

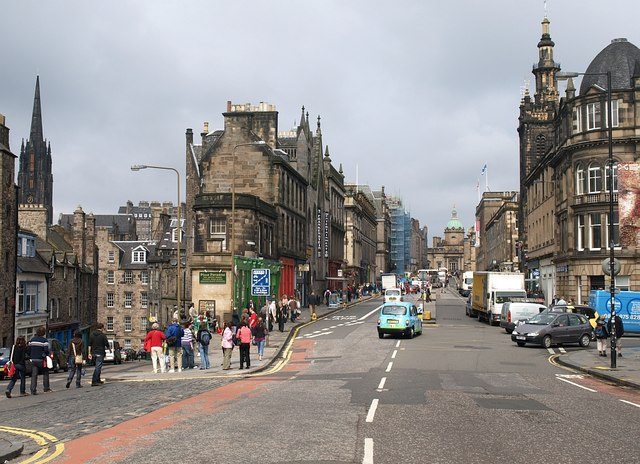
George IV Bridge - widok w kierunku północnym, w stronę Royal Mile